# Olios lacticolor
Olios lacticolor là một loài nhện trong họ Sparassidae.
Loài này thuộc chi Olios. Olios lacticolor được George Newbold Lawrence miêu tả năm 1952.